# Abagovomab
L'abagovomab è un anticorpo monoclonale anti-idiotipo di tipo murino, il cui target è un antigene tumorale (CA-125) altamente espresso nell'epitelio del carcinoma dell'ovaio.
Abagovomab non si lega direttamente al CA-125, ma funziona come un surrogato dell'"antigene", permettendo al sistema immunitario di individuare e attaccare le cellule tumorali che mostrano le CA-125 proteina.
Ciò, perché si spera che il sistema immunitario dell'organismo possa essere in grado di riconoscere ed aggredire le cellule tumorali restanti, per prevenire la recidiva della malattia.
Il farmaco è attualmente in fase di sviluppo clinico nelle pazienti con carcinoma ovarico in fase avanzata, ed anche come terapia di stabilizzazione dello stato di remissione ottenuto dopo l'intervento chirurgico e dopo la chemioterpia di prima linea standard a base di farmaci a base di platino e taxani.

### Abagovomab
- (EN) Jonathan S Berek e Neville F Hacker, Berek and Hacker's Gynecologic Oncology, Lippincott Williams & Wilkins, 1º ottobre 2009,  pp. 545–, ISBN 978-0-7817-9512-8.
- (EN) Richard R. Barakat, Maurie Markman e Marcus E. Randall, Principles and Practice of Gynecologic Oncology, Lippincott Williams & Wilkins, 1º maggio 2009,  pp. 136–, ISBN 978-0-7817-7845-9.
- (EN) Camille Georges Wermuth, The Practice of Medicinal Chemistry, Academic Press, 24 luglio 2008,  pp. 873–, ISBN 978-0-12-374194-3.
- (EN) Robert O. Dillman, Principles of Cancer Biotherapy, Springer, luglio 2009,  pp. 378–, ISBN 978-90-481-2277-6.